# Campionato brasiliano di rugby a 15 2020
Il Campionato Brasiliano di Rugby 2020 ((PT)  Campeonato Brasileiro de Rugby de 2020) o Super12 doveva essere la 57ª edizione del massimo campionato brasiliano di Rugby a 15, con 12 squadre partecipanti.
Il campionato è stato annullato e il titolo dichiarato non assegnato dalla CBRu il 28 maggio 2020 a seguito dell'emergenza dovuta alla pandemia di COVID-19.

## Squadre Iscritte
Le 12 squadre iscritte furono divise in 2 gruppi di 6 squadre. Le prime 4 di ogni girone passavano alla fase a eliminazione diretta. I quarti di finale le semifinali e la finale erano previste in partita unica.

### GironeSudeste
| Squadra       | Città               | Stato     |
| ------------- | ------------------- | --------- |
| Jacareí       | Jacareí             | São Paulo |
| São José      | São José dos Campos | San Paolo |
| Band Saracens | San Paolo           | San Paolo |
| Poli Rugby    | San Paolo           | San Paolo |
| Tornados      | Indaiatuba          | San Paolo |
| Pasteur       | San Paolo           | San Paolo |

### GironeSul
| Squadra      | Città           | Stato             |
| ------------ | --------------- | ----------------- |
| Curitiba     | Curitiba        | Paraná            |
| Pé Vermelho  | Londrina        | Paraná            |
| Charrua      | Porto Alegre    | Rio Grande do Sul |
| Desterro     | Florianópolis   | Santa Catarina    |
| Farrapos     | Bento Gonçalves | Rio Grande do Sul |
| Serra Gaúcha | Caxias do Sul   | Rio Grande do Sul |